# Pour une poignée de gruyère
 (octobre 2024).
Si vous disposez d'ouvrages ou d'articles de référence ou si vous connaissez des sites web de qualité traitant du thème abordé ici, merci de compléter l'article en donnant les références utiles à sa vérifiabilité et en les liant à la section « Notes et références ».
Pour plus de détails, voir Fiche technique et Distribution.
Pour une poignée de gruyère (Cannery Woe) est un court métrage américain Looney Tunes de 1961 réalisé par Robert McKimson, mettant en scène Speedy Gonzales et Grosso Mineto.